# Jacques-Joseph Grancher

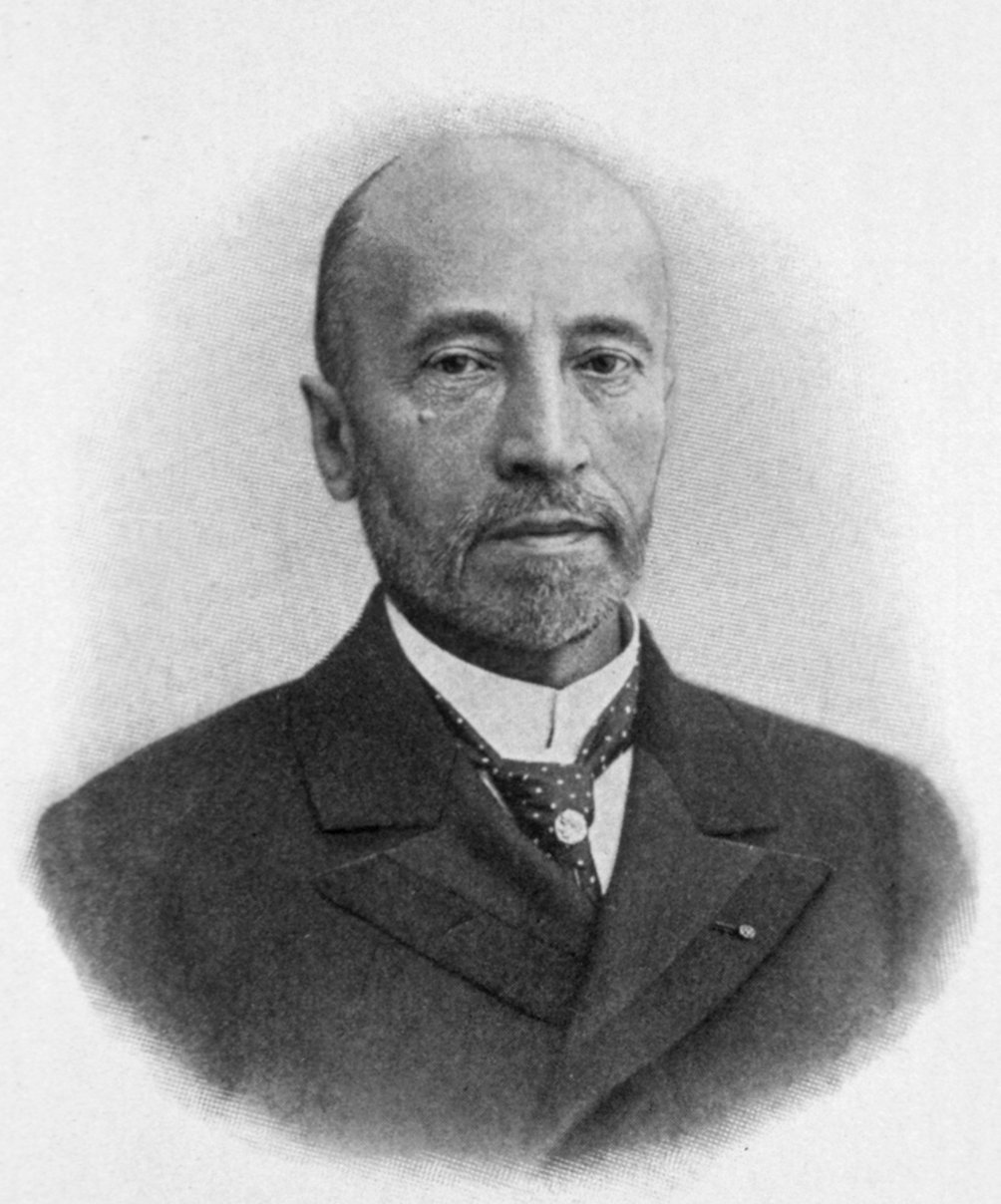
Jacques-Joseph Grancher

Jacques-Joseph Grancher (* 29. September 1843 in Felletin (Creuse); † 13. Juli 1907 in Paris) war ein französischer Pädiater (Kinderarzt).

## Leben
1865 erhielt Grancher, der 1862 in Paris das Medizinstudium begonnen hatte, sein Diplom in Medizin. Er wurde am 6. Februar 1873 in Paris zum Doktor der Medizin promoviert und war von 1868 bis 1878 Direktor eines Laboratoriums für pathologische Anatomie in Clamart. 1885 wurde er zum Professor für Pädiatrie ernannt und von 1885 bis zu seinem Tod 1907 war er Direktor des Hôpital des Enfants Malades in Paris. Er gehörte auch zum Direktorat des Pasteur Institute.
Grancher ist heute noch für seine Tuberkuloseforschung bekannt. Er gilt als Pionier der Prävention von Kindertuberkulose und vertrat die Isolation und die Antisepsis im Kampf gegen die Krankheit. Um 1900 entwickelte er seinen Plan, kranke Kinder bei der Hospitalpflege in Boxen zu isolieren. 1897 veröffentlichte er mit Jules Comby (1853–1947) und Antoine Marfan den Traité des maladies de l’enfance. Trotz der neuen Erkenntnisse blieb die Krankheit noch derart verbreitet, dass „man sie für ubiquitär und daher unvermeidlich“ und Grancher selbst sie sogar „zur Ausmerzung der Lebensuntüchtigen“ für naturnotwendig hielt.
1885 trugen Grancher und Alfred Vulpian wesentlich dazu bei, dass Louis Pasteur seine erste erfolgreiche Impfung gegen Tollwut an Joseph Meister vornahm, einem neunjährigen Jungen, der von einem tollwütigen Hund gebissen wurde. 1887 verteidigte Grancher auf Bitten Pasteurs die Tollwutimpfung vor der Académie nationale de Médecine, indem er die erfolgreiche Überlebensrate zitierte.